# Cruz Blanca, Mexico City
Cruz Blanca är en ort i Mexiko.   Den ligger i kommunen Cuajimalpa de Morelos och delstaten Distrito Federal, i den sydöstra delen av landet, 24 km sydväst om huvudstaden Mexico City. Cruz Blanca ligger 2 972 meter över havet och antalet invånare är 581.
Terrängen runt Cruz Blanca är lite bergig. Runt Cruz Blanca är det mycket tätbefolkat, med 4 039 invånare per kvadratkilometer. Närmaste större samhälle är Naucalpan de Juárez, 19,8 km norr om Cruz Blanca. I omgivningarna runt Cruz Blanca växer i huvudsak blandskog.